# Yuri Malenchenko
Yuri Ivanovich Malenchenko (Ucraniano: Юрий Иванович Маленченко;) (Svetlovodsk, 22 de dezembro de 1961) é um ex-cosmonauta ucraniano, participante de seis missões espaciais num período de quase vinte anos e com mais de 800 dias passados em órbita, cumpridos em expedições de longa permanência na estação russa Mir e na Estação Espacial Internacional. É também a primeira pessoa a ter se casado no espaço.

## Biografia
Nascido na Ucrânia, formou-se como piloto pela Escola de Aviação de Kharkov em 1983 e posteriomente cursou a Escola de Engenharia da Força Aérea de Jukovski, graduando-se em 1993. Como piloto, serviu em esquadrões de combate baseados na região de Odessa entre 1983 e 1987. Neste ano foi selecionado para o curso de cosmonautas e começou a treinar no Centro de Treinamento de Cosmonautas Yuri Gagarin, na Cidade das Estrelas. Após formação como cosmonauta de testes, passou a receber treinamento avançado para voos espaciais. Entre o fim de 1989 e 1993, ele participou de treinamentos para comandante-reserva das missões Mir-14 e Mir-15. No início de 1994, foi nomeado comandante da missão Mir-16.

## Missões
Foi ao espaço pela primeira vez em 1 de julho de 1994 no comando da Soyuz TM-19 junto com o cosmonauta casaque Talgat Musabayev, que após dois dias de voo acoplou com a estação Mir, iniciando a missão Mir-16, junto ao já residente Valeri Polyakov. Neste primeiro voo, do qual retornou em novembro daquele ano, Malenshenko passou 125 dias no espaço.
A segunda missão foi realizada quase seis anos mais tarde, em setembro de 2000, um voo feito com a NASA, do qual participou como especialista de missão da STS-106 Atlantis. Seu trabalho foi ajudar a preparar o módulo Zvezda, na seção russa da ISS, para as futuras missões de longa permanência. Passou onze dias em órbita com a tripulação do ônibus espacial.
Em abril de 2003 ele comandou a nave Soyuz TMA-2 para compor, ao lado do astronauta norte-americano Edward Lu, a Expedição 7 na ISS. Foi durante esta missão que Malenchenko se tornou a primeira pessoa a casar no espaço. O casamento foi feito com os dois a milhares de quilômetros de distância, ele na ISS sobre a Nova Zelândia e sua noiva, Ekaterina Dmitriev, no Johnson Space Center, em Houston, Texas. A cerimônia oficial foi classificada como uma conferência familiar privada e não foi transmitida pela NASA TV. Ao fim da Expedição, em 28 de outubro, ele e Lu trouxeram de volta na TMA-2 o astronauta espanhol Pedro Duque, que havia subido numa missão posterior para passar uma semana em órbita.
O quarto voo começou em outubro de 2007 como comandante da Soyuz TMA-11, lançada de Baikonur com a tripulação formada por ele, a norte-americana Peggy Whitson e o astronauta malaio Sheikh Muszaphar Shukor. Ele e Whitson permaneceram na estação até abril de 2008, compondo a Expedição 16 com outros astronautas que se alternavam na ISS levados por missões dos ônibus espaciais. Durante este voo ele acumulou mais 191 dias no espaço, perfazendo um total de 514 dias em órbita. No conjunto dessas missões, Malenchenko acumulou também um total de cinco caminhadas espaciais com 24 horas passadas do lado de fora da estação.
Depois de deixar o corpo de cosmonautas em 2009 e retornar em fevereiro de 2010, ele foi escalado para mais uma missão espacial. Em 15 de junho de 2012 iniciou sua quinta missão ao espaço, lançada do Cosmódromo de Baikonur, como comandante da Soyuz TMA-05M para a terceira longa permanência em órbita integrando as Expedições 32 e 33 da ISS, onde passou seis meses, retornando à Terra em 19 de novembro de 2012. Durante esta missão, Malenchenko realizou sua quinta caminhada espacial.
Voltou pela sexta vez ao espaço em 15 de dezembro de 2015, lançado do Cosmódromo de Baikonur no comando da Soyuz TMA-19M junto com o norte-americano Timothy Kopra e o britânico Timothy Peake para nova estadia de seis meses na ISS, integrando as Expedições 46 e 47, retornando, após mais 186 dias em órbita, em 18 de junho de 2016, completando um total de 827 dias no espaço em toda a carreira.